# Imbrasia obscura
Imbrasia obscura is een vlinder uit de familie nachtpauwogen (Saturniidae), onderfamilie Saturniinae.
De wetenschappelijke naam van de soort is, als Gonimbrasia obscura, voor het eerst geldig gepubliceerd door Butler in 1878.